# Nothofagus antarctica

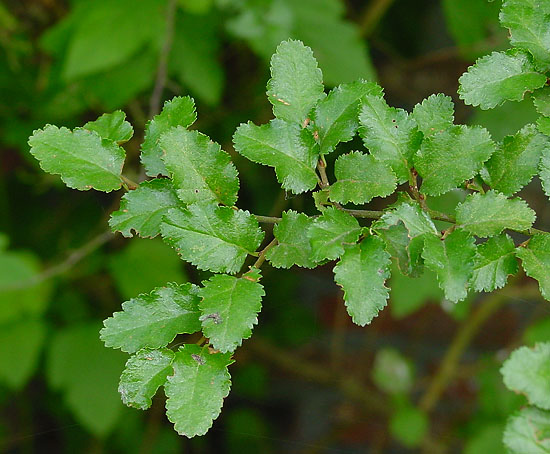
Follaje del ñire.

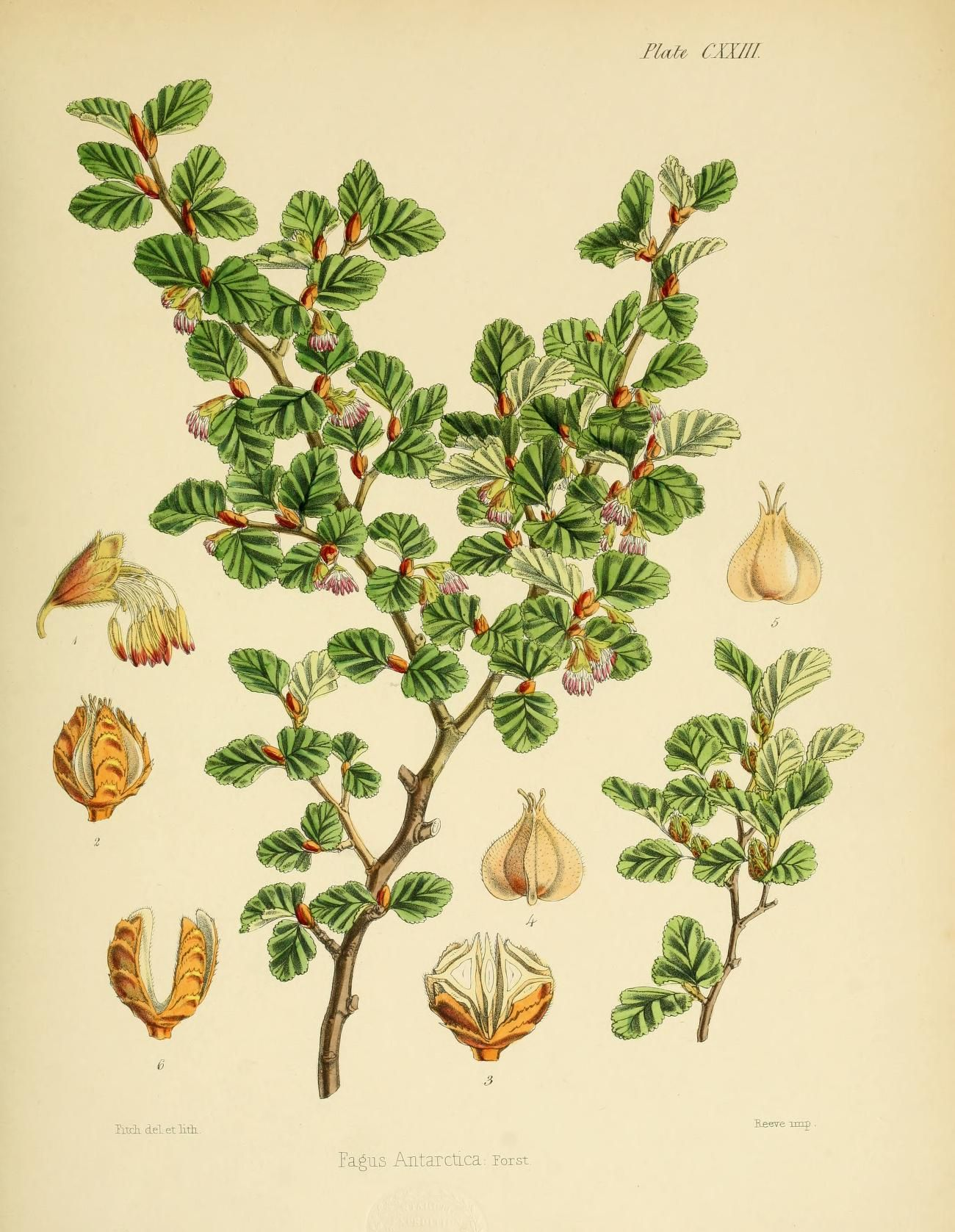
Ilustración

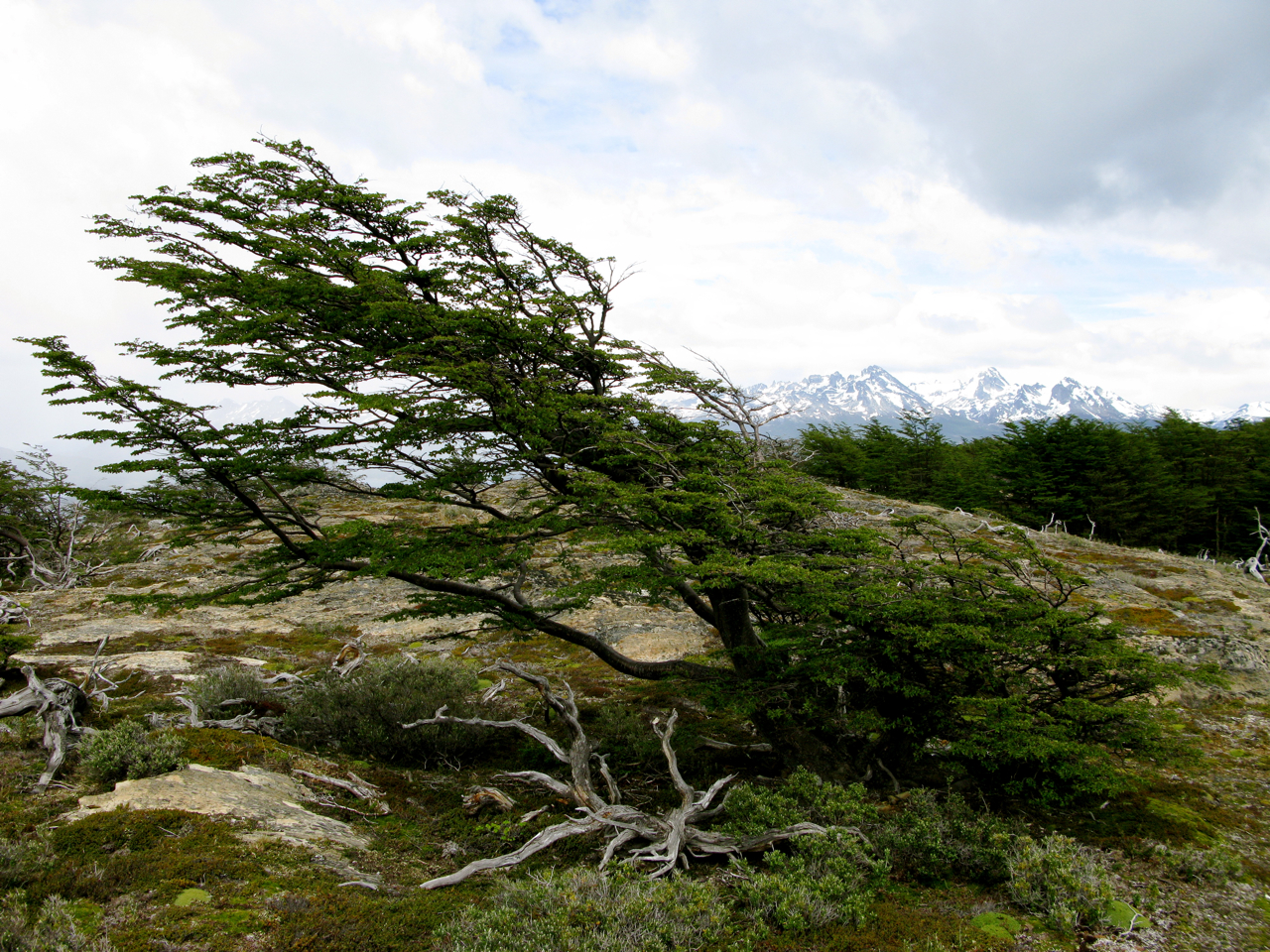
Follaje modelado por el viento

Nothofagus antarctica —comúnmente llamado ñire, ñirre o haya antártica— es un árbol caducifolio nativo del bosque andino patagónico desde la latitud 33° S hasta Tierra del Fuego (56° lat.S). En Argentina, desde Neuquén hasta Tierra del Fuego y en Chile se distribuye entre las regiones de O'Higgins y de Magallanes. Crece principalmente en áreas de los Andes y en la isla de Tierra del Fuego, en suelos delgados y con temperaturas bajas casi todo el año.

## Descripción
Estos árboles alcanzan a medir entre 10 y 25 metros de altitud y tienen troncos delgados de configuración escalonada. Las hojas son simples y alternadas, de 5 a 35 mm de largo, con el borde dentado y ondulado; están cubiertas con una cera de aroma dulce. El color del follaje es verde medio tornándose amarillo-rojizo en el otoño; pierde por completo sus hojas en invierno. La flor es poco llamativa de color amarillo verdoso. El fruto mide 6 mm, es muy fragante y está compuesto de 4 valvas que contienen tres nueces o hayucos.
Ñire significa zorro en la lengua mapuche. Llamaron así a este árbol ya que estos animales suelen hacer sus madrigueras debajo de los mismos.
Y en la isla de Tierra del Fuego es habitual que el ñire esté cubierto de barba de árbol, barba de viejo, barba del diablo o barba de indio, un liquen verde claro con aspecto piloso.
La madera de ñire se usa principalmente para leña. Ha sido plantado en la costa norte del Pacífico de Estados Unidos. Ha sido exitosamente introducido como árbol ornamental en las islas británicas donde se desarrolla muy bien. Los árboles plantados en las islas Feroe, que fueron importados de su más austral distribución en Tierra del Fuego han mostrado buena resistencia al frío.

## Taxonomía
Nothofagus antarctica fue descrita por (G.Forst.) Oerst. y publicado en Skrifter Udgivne af Videnskabs-Selskabet i Christiana. Mathematisk-naturvidenskabelig Klass 5(9): 354. 1871.
Etimología
Nothofagus: nombre genérico compuesto de notho = "falso" y Fagus = "haya", nombrándolo como "falsa haya".
antarctica: epíteto geográfico que alude a su localización en el Antártico.
Sinonimia
- Fagus antarctica G.Forst., Comment. Soc. Regiae Sci. Gott. 9: 24 (1789).
- Calucechinus antarctica (G.Forst.) Hombr. & Jacquinot ex Decne. in J.S.C.Dumont d'Urville, Voy. Pôle Sud 2: 19 (1853).
- Calucechinus montagnei (Hombr. & Jacquinot) Hombr. & Jacquinot ex Decne. in J.S.C.Dumont d'Urville, Voy. Pôle Sud 2: 19 (1853).
- Fagus montagnei Hombr. & Jacquinot, Voy. Pôle Sud: t. 8, f. 11 (1853).
- Fagus alpina Poepp. ex A.DC. in A.P.de Candolle, Prodr. 16(2): 120 (1864), nom. illeg.
- Fagus antarctica var. sublobata A.DC. in A.P.de Candolle, Prodr. 16(2): 120 (1864).
- Fagus antarctica var. uliginosa A.DC. in A.P.de Candolle, Prodr. 16(2): 120 (1864).
- Fagus uliginosa Phil. ex A.DC. in A.P.de Candolle, Prodr. 16(2): 120 (1864), pro syn.
- Fagus antarctica var. microphylla Phil., Anales Univ. Chile 91: 515 (1895).
- Fagus antarctica f. latifolia Kurtz ex Albov, Revista Mus. La Plata, Secc. Paleontol. 7: 387 (1896).
- Fagus antarctica var. palustris Albov, Revista Mus. La Plata, Secc. Paleontol. 7: 387 (1896).
- Fagus antarctica var. subalpina Albov, Revista Mus. La Plata, Secc. Paleontol. 7: 387 (1896).
- Nothofagus montagnei (Hombr. & Jacquinot) Krasser, Ann. K. K. Naturhist. Hofmus. 11: 163 (1896).
- Nothofagus uliginosa (A.DC.) Krasser, Ann. K. K. Naturhist. Hofmus. 11: 163 (1896).[7][8]